# جيم بنينج
جيم بنينج هو لاعب هوكي جليد كندي، ولد في 29 أبريل 1963 في إدمونتون في كندا.

## وصلات خارجية
- جيم بنينج على موقع دوري الهوكي الوطني (الإنجليزية)
- جيم بنينج على موقع قاعة مشاهير الهوكي (لاعب أن.إتش.أل) (الإنجليزية)
- جيم بنينج على موقع EliteProspects.com (الإنجليزية)
- جيم بنينج على موقع HockeyDB.com (الإنجليزية)
- جيم بنينج على موقع Hockey-Reference.com (الإنجليزية)